# Servizi territoriali per l'assistenza sanitaria al personale navigante
I servizi di assistenza sanitaria al personale navigante (SASN) sono articolazioni del Ministero della salute che si occupano di sanità marittima.
I SASN erogano l'assistenza sanitaria al personale in navigazione marittima o imbarcato (anche in sosta o riposo compensativo) o in attesa di imbarco purché a disposizione dell'armatore, oppure al personale in navigazione aerea purché in costanza del rapporto di lavoro. 
L'assistenza copre solo il periodo di malattia delle predette situazioni.

## Organizzazione
I SASN sono rappresentati da 27 poliambulatori dipendenti dalla Direzione Generale delle Risorse Umane e Professioni Sanitarie, del Dipartimento della Qualità del Ministero della Salute. I poliambulatori sono suddivisi in due ambiti territoriali, ambulatori situati nel nord e centro Italia e quelli del sud d'Italia ed isole.
I primi sono dipendenti dall'Ufficio SASN di Genova e sono:
- Liguria: Genova, La Spezia, Savona,
- Veneto: Chioggia, Venezia,
- Friuli-Venezia Giulia: Trieste,
- Toscana: Livorno, Viareggio, Porto S. Stefano,
- Lazio: Civitavecchia, Fiumicino, Roma sede Eur, Roma sede via Tevere, Roma sede di Ostia.

Gli ambulatori situati nel sud Italia e nelle isole sono dipendenti dall'Ufficio SASN di Napoli e sono:
- Campania: Napoli, Monte di Procida, Torre del Greco, Ercolano,
- Puglia: Bari, Molfetta,
- Calabria: Vibo Valentia,
- Sicilia: Palermo, Catania, Trapani, Mazara del Vallo, Messina,
- Sardegna: Olbia.